# Jacobo Kouffati
Jacobo Kouffaty (pouvant également s'écrire Kouffati), né le 30 juin 1993 à Maturín, est un footballeur international vénézuélien qui évolue au poste de milieu de terrain au Delfín SC.

## Biographie

### En club
Il participe à la Copa Sudamericana avec les clubs du Monagas SC et du Trujillanos FC.

### En équipe nationale
Il reçoit sa première sélection en équipe du Venezuela le 24 mai 2016, en amical contre le Panama (0-0).
Il inscrit son premier but en faveur du Venezuela le 10 novembre 2011, contre la Bolivie. Ce match, remporté sur le large score de 5-0, entre dans le cadre des éliminatoires du mondial 2018.

## Palmarès
- Finaliste de la Coupe du Venezuela en 2015 avec le Deportivo Lara